# Veľký Klin
Veľký Klin je potok na dolní Oravě, ve východní části okresu Dolný Kubín. Jde o levostranný přítok Chlebnického potoka, měří 3,1 km a je tokem V. řádu.

## Pramen
Pramení v jihozápadním výběžku Skorušinských vrchů, v geomorfologickém podcelku Kopec, na severovýchodním svahu Dielu (1 051,4 m n. m.) v nadmořské výšce cca 885 m n. m.

## Popis toku
Pramení, teče a ústí v katastrálním území obce Chlebnice. Od pramene teče nejprve na sever, zprava přibírá tři přítoky: z jihozápadního svahu Súšavy (1 076,6 m n. m.), ze severozápadního svahu Súšavy a také krátký přítok ze severozápadního svahu tohoto vrchu. Následně pokračuje více směrem na severoseverozápad, zleva přibírá pět kratších přítoků z lokalit Smejsová a Diel, vtéká do geomorfologického celku Oravská vrchovina, na krátkém úseku teče přechodně opět na sever a z pravé strany ještě přibírá přítok přitékající z oblasti Na poľaně. Nakonec se stáčí na západ a východně od centra obce Chlebnice se v nadmořské výšce přibližně 615 m n. m. vlévá do Chlebnického potoka.